# 卡氏伸口鱥
卡氏伸口鱥（学名：Oregonichthys kalawatseti）为輻鰭魚綱鯉形目雅羅魚科伸口鱥屬的一個種，被IUCN列為易危保育類動物，該物種分布於北美洲美國姆普誇河及其部分支流（北烏姆普誇、南烏姆普誇、史密斯河、卡拉波亞、考溪和奧拉拉河）流域，體長可達4.9公分，棲息在水流緩慢的溪流中底層水域，以昆蟲為食，因外來物種小口黑鱸引進被認為造成數量減少的原因。